# ألفرد ريتشارد باركلي
ألفرد ريتشارد باركلي (بالإنجليزية: Alfred Richard Barclay)‏ هو محامي وسياسي نيوزلندي، ولد في 8 أغسطس 1859، وتوفي في 10 نوفمبر 1912. حزبياً، نشط في حزب العمال النيوزيلندي. وقد انتخب عضو مجلس النواب النيوزيلندي.